# Acantholimon schirazianum
Acantholimon schirazianum är en triftväxtart som beskrevs av Pierre Edmond Boissier. Acantholimon schirazianum ingår i släktet Acantholimon och familjen triftväxter. Inga underarter finns listade i Catalogue of Life.